# الخورن سیتی (کنتاکی)
الخورن سیتی (به انگلیسی: Elkhorn City) شهری در ایالت کنتاکی کشور ایالات متحده آمریکا است که جمعیت آن در سرشماری سال ۲۰۱۰ میلادی، ۹۸۲ نفر بوده‌است.